# Eduardo Propper de Callejón
Pour les articles homonymes, voir Propper.
Eduardo Propper de Callejón (9 avril 1895 à Madrid - 1972 à Londres) était un diplomate espagnol, principalement connu pour avoir permis la fuite de milliers de Juifs de la France occupée pendant la Seconde Guerre mondiale, entre 1940 et 1944.
Il est le grand-père maternel de l'actrice britannique Helena Bonham Carter.

## Carrière
Propper de Callejón est le premier secrétaire de l'ambassade espagnole à Paris lors de la reddition de la France à l'Allemagne le 20 juin 1940. Afin d'empêcher l'armée allemande de piller la collection d'art que la famille de son épouse conserve au château de Royaumont, il déclare le château comme sa résidence principale, pour qu'il soit traité avec les mêmes privilèges qu'un logement de diplomate. Un triptyque de Van Eyck[Lequel ?], un des peintres favoris d'Adolf Hitler, figure ainsi parmi les œuvres d'art sauvegardées.
En juillet 1940, il délivre, du consulat espagnol à Bordeaux et avec la coopération du consul portugais Aristides de Sousa Mendes plus de trente mille visas de transit à des Juifs afin qu'ils puissent traverser l'Espagne et rejoindre le Portugal. Quand le ministre des affaires étrangères espagnol Ramón Serrano Súñer apprend que Propper de Callejón délivrait des visas sans autorisation préalable de son ministère, il le fait transférer au consulat de Larache dans le protectorat espagnol au Maroc. Il est ensuite affecté à Rabat, Zurich, Ottawa et Oslo.

## Divers
Le père de Propper de Callejón, Max Propper, était un Juif de Bohême et sa mère, Juana Callejón, une catholique espagnole ; ils éduquèrent Eduardo et ses frères dans la religion catholique. Son épouse, Hélène Fould-Springer, était une mondaine et peintre. Elle provenait d'une célèbre famille juive franco-autrichienne de banquiers. Elle s'est convertie au catholicisme après la Seconde Guerre mondiale. Elle était la sœur de la philanthrope et mécène Liliane de Rothschild (Épouse du baron Élie de Rothschild, 1916-2003).
Ses actions héroïques ne furent jamais connues du grand public avant sa mort, en 1972, à Londres.
En 2008, il fut reconnu comme Juste parmi les nations par le Yad Vashem, l'autorité de mémoire de l'Holocauste en Israël.